# Paul Lecaron
Paul Émile Lecaron (Neuilly-sur-Seine, 29 luglio 1863 – Parigi, 17 settembre 1940) è stato un tennista francese. Fu il cofondatore del Tennis Club de Paris.

## Biografia
Partecipò ai Giochi della II Olimpiade di Parigi ai tornei di singolo e doppio di tennis. In entrambi i tornei fu eliminato ai quarti di finale.
In carriera, Lecaron prese parte anche a due campionati di tennis francesi, precisamente, nel 1897 e nel 1899. In entrambi i tornei fu eliminato in semifinale.